# Reichswehr negra
La Reichswehr negra (en alemany Schwarze Reichswehr) fou el nom de l'organització secreta que va englobar les diferents formacions paramilitars no legals promogudes per l'exèrcit alemany de la Reichswehr durant la República de Weimar malgrat les restriccions imposades pel Tractat de Versalles. L'organització es va dissoldre el 1923 després del fracàs del cop d'estat de Küstrin.

## Antecedents

### Restriccions a les forces militars alemanyes després de la Primera Guerra Mundial
El Tractat de Versalles va restringir el nombre de l'exèrcit Imperial Alemany a set divisions d'infanteria i tres de cavalleria, per a un total de 100.000 homes i no més de 4.000 oficials. El reclutament estava prohibit i els empleats civils que es dedicaven a la protecció dels boscos, la inspecció duanera i altres tasques oficials no podien rebre entrenament militar. L'exèrcit s'havia de dedicar exclusivament al manteniment de l'ordre dins del territori alemany i al control de les fronteres. El Tractat també prohibia la construcció d'avions, artilleria pesada, submarins, vaixells de capital i tancs, i la producció de materials per a la guerra química.

### Elusió de les restriccions militars del Tractat de Versalles
La Reichswehr, tal com es va reorganitzar sota el mandat del general Hans von Seeckt i el ministre de Defensa Otto Gessler, va eludir les prohibicions del Tractat mitjançant diverses mesures. Salvaguardant el seu secret, els funcionaris de Defensa i de la Reichswehr van negar l'existència de l'organització al Reichstag i a altres institucions. Després del Tercer Aixecament de Silèsia, els militars, amb el coneixement del general von Seeckt, van proporcionar armes als membres de les unitats del Cos franc i altres grups paramilitars, que, després del final de les hostilitats, van guardar-se aquestes armes i es van reorganitzar com a batallons de treball sota el comandament del general Fedor von Bock, format per uns 2.000 membres del servei i 18.000 reservistes més, es va concentrar al voltant de la guarnició de Küstrin. Les forces paramilitars de la Reichswehr negra comprenien les tropes Sturmabteilung del Partit Nacionalsocialista Alemany dels Treballadors, l'organització Der Stahlhelm i nombroses unitats del Cos franc com la Marinebrigade Ehrhardt, l'Organisation Consul o la Freikorps Oberland.
Encara que fos negat constantment pel comandament suprem de la Reichswehr i pel Ministeri de Defensa, les forces de la Reichswehr negra van participar en actes de sabotatge i assalts durant l'ocupació francesa del Ruhr, sent responsables de diversos assassinats d'adversaris polítics.

### Putsch de Küstrin
Grups de la Reichswehr negra dirigits per Bruno Ernst Buchrucker volien enderrocar el govern del canceller Gustav Stresemann i substituir la república parlamentària per una dictadura nacional. El cop d'estat fou una reacció a la resistència passiva per part del govern a l'ocupació del Ruhr per part de les tropes franceses i belgues per l'incompliment dels pagaments de les reparacions de guerra estipulades pel Tractat de Versalles. Les forces armades de la Reichswehr van eliminar aquests grups obrint foc en el moment en què baixaven dels camions, el resultat fou de set morts i 381 membres detinguts, encara que alliberats poc després.

## Cultura popular
La Reichswehr negra apareix a la sèrie de televisió alemanya Babylon Berlin. Durant les dues primeres temporades, l'organització es representa com un cop d'estat a la República de Weimar per restaurar l'Imperi alemany, retornant Guillem II al tron i nomenant el general Erich Ludendorff com a canceller. El personatge del general major Seegers, el cap de la Reichswehr negra en la ficció, està basat en diversos oficials històrics de la Reichswehr.